# Lillemor Santesson
Lillemor Inger Marianne Santesson, född 12 november 1938 i Karlskrona, är en svensk språkvetare.
I Tryckt hos Salvius beskrev Lillemor Santesson Lars Salvius verksamhet som Sveriges förste moderne förläggare. Det mesta av hennes vetenskapliga produktion har handlat om nysvenska. Viktiga undantag är hennes hypotes att yngre futharkens runa ᛦ utvecklats ur äldre futharkens runa ᛞ, och framförallt hennes nytolkning av Stentoftenstenens första två rader. Enligt nytolkningen handlar inskriften om att en ledande person i bygden Listerlandet vid namn Haþuwolfʀ har blotat nio bockar och nio hingstar för god årsväxt. Hennes tolkning är allmänt godtagen.